# Bom Jardim de Minas
Bom Jardim de Minas è un comune del Brasile nello Stato del Minas Gerais, parte della mesoregione del Sul e Sudoeste de Minas e della microregione di Andrelândia.